# Liste der Monuments historiques in Lanmeur
Die Liste der Monuments historiques in Lanmeur führt die Monuments historiques in der französischen Gemeinde Lanmeur auf.

## Liste der Bauwerke
| Bezeichnung                     | Beschreibung | Standort                  | Kennzeichnung | Schutzstatus | Datum | Bild           |
| ------------------------------- | ------------ | ------------------------- | ------------- | ------------ | ----- | -------------- |
| Kapelle Notre-Dame-de-Kernitron |              | Rue de Kernitron (Lage)   | PA00090056    | Classé       | 1983  | weitere Bilder |
| Croix de Saint-Fiacre (Kreuz)   |              | (Lage)                    | PA00090057    | Inscrit      | 1969  | weitere Bilder |
| Krypta der Kirche St-Mélar      |              | Place de la Mairie (Lage) | PA00090058    | Classé       | 1862  | weitere Bilder |
| Tumulus Tossen-ar-C’honifled    |              | (Lage)                    | PA00090059    | Classé       | 1970  | weitere Bilder |

## Liste der Objekte
- Monuments historiques (Objekte) in Lanmeur in der Base Palissy des französischen Kultusministeriums